# 弗朗索瓦·瓦尔克
弗朗索瓦·瓦尔克（法語：François Walker，？—？），法国男子竞技体操运动员。他曾获得1920年夏季奥运会体操比赛男子团体全能铜牌。他在该届奥运会也参加了男子个人全能项目，获得第15名。